# Figlie della Beata Vergine Maria Addolorata
Le figlie della Beata Vergine Maria Addolorata (in latino Congregatio Sororum Beatissimae Mariae Virginis Addoloratae, in polacco Córki Najświętszej Maryi Panny od Siedmiu Boleści, o semplicemente Siostry Serafitki) sono un istituto religioso femminile di diritto pontificio: le suore di questa congregazione, dette serafiche, pospongono al loro nome la sigla C.M.B.B.

## Storia
La congregazione venne fondata nel 1881 a Zakroczym, in Polonia, dal frate cappuccino Onorato da Biała (1829-1916) con l'aiuto di Łucja Szewczyk (1828-1905): la Szewczyk (in religione suor Maria Margherita, prima superiora della comunità) era una terziaria francescana e già nel 1879 aveva iniziato ad accogliere presso la propria abitazione delle anziane povere e sole e ad accudirle.
L'istituto, aggregato all'Ordine dei frati minori cappuccini, ricevette il pontificio decreto di lode il 12 febbraio 1909 e venne approvato definitivamente dalla Santa Sede il 3 marzo 1953.
Il fondatore è stato beatificato da papa Giovanni Paolo II nel 1988.

## Attività e diffusione
Le suore serafiche si dedicano a varie opere di assistenza agli anziani, agli invalidi e agli infermi e all'istruzione della gioventù.
Oltre che in Polonia, sono presenti in Bielorussia, Francia, Italia, Stati Uniti d'America, Svezia, 
Ucraina, Gabon,Bolivia: la sede generalizia è a Cracovia.
Al 31 dicembre 2005 l'istituto contava 679 religiose in 76 case.